# BMW X5 (F15)
Le BMW F15 est un véhicule utilitaire sportif produit par le constructeur automobile allemand BMW. Il s'agit de la troisième génération du BMW X5 et donc du successeur du BMW E70. Le modèle a été présenté au public le 30 mai 2013 et a été mis à disposition pour la première fois au Salon de l'automobile de Francfort-sur-le-Main (IAA) en septembre 2013.
Également à l'IAA 2013, BMW a présenté le concept X5 eDrive, un concept car basé sur le F15 avec une propulsion hybride rechargeable. La version de série, le X5 xDrive40e, qui a été présenté au Salon de l'automobile de Shanghai 2015, est en vente depuis août 2015.
Fin 2018, le BMW G05 a remplacé la troisième génération du X5.

## Technologie
BMW a répondu aux critiques du SUV en déclarant que l'amélioration de l'aérodynamique et que des moteurs économes en carburant étaient des objectifs de développement. Les résultats ont été les sorties d'air dans les ailes ("reniflard d'air", "rideaux d'air"), l'utilisation d'une pompe à carburant à vitesse contrôlée et des pneus à faible résistance au roulement. De plus, un moteur diesel quatre cylindres sans transmission intégrale était également disponible avec le sDrive25d, qui réduisait les émissions de CO2 de 150 g/km (selon le cycle de mesure). Cela a été encore amélioré à l'automne 2015 avec le moteur B47.
Le BMW X5 était équipé des systèmes d'assistance de BMW. À l'intérieur, l'écran du système multimédia autonome est en position centrale. Le système IDrive a été revu. Les commutateurs d'expérience de conduite peuvent être utilisés pour définir différents modes de conduite, qui affectent en particulier l'alimentation en gaz, le changement de vitesse et la direction. Avec le châssis adaptatif optionnel (y compris la stabilisation de roulis Adaptive Drive), les amortisseurs peuvent être réglés via le commutateur d'expérience de conduite.

## Production
Comme son prédécesseur, le BMW E70, le BMW F15 est produit chez BMW US Manufacturing Company à Greer (Caroline du Sud). Près de 30 % des véhicules sont vendus aux États-Unis, les 70 % restants sont exportés vers plus de 140 pays. Les modèles X3, X4 et X6 y sont également produits.

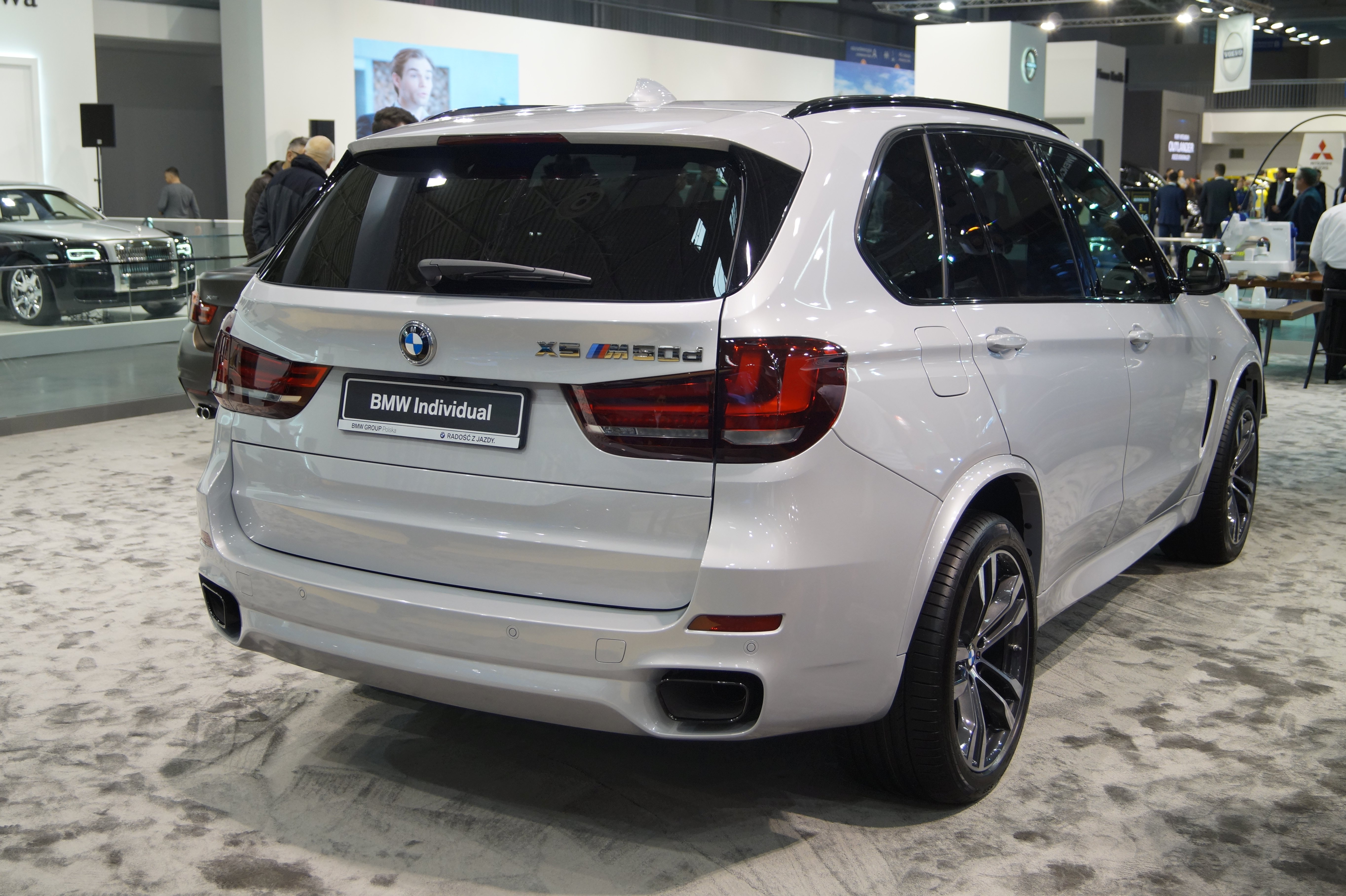
BMW X5 M50d
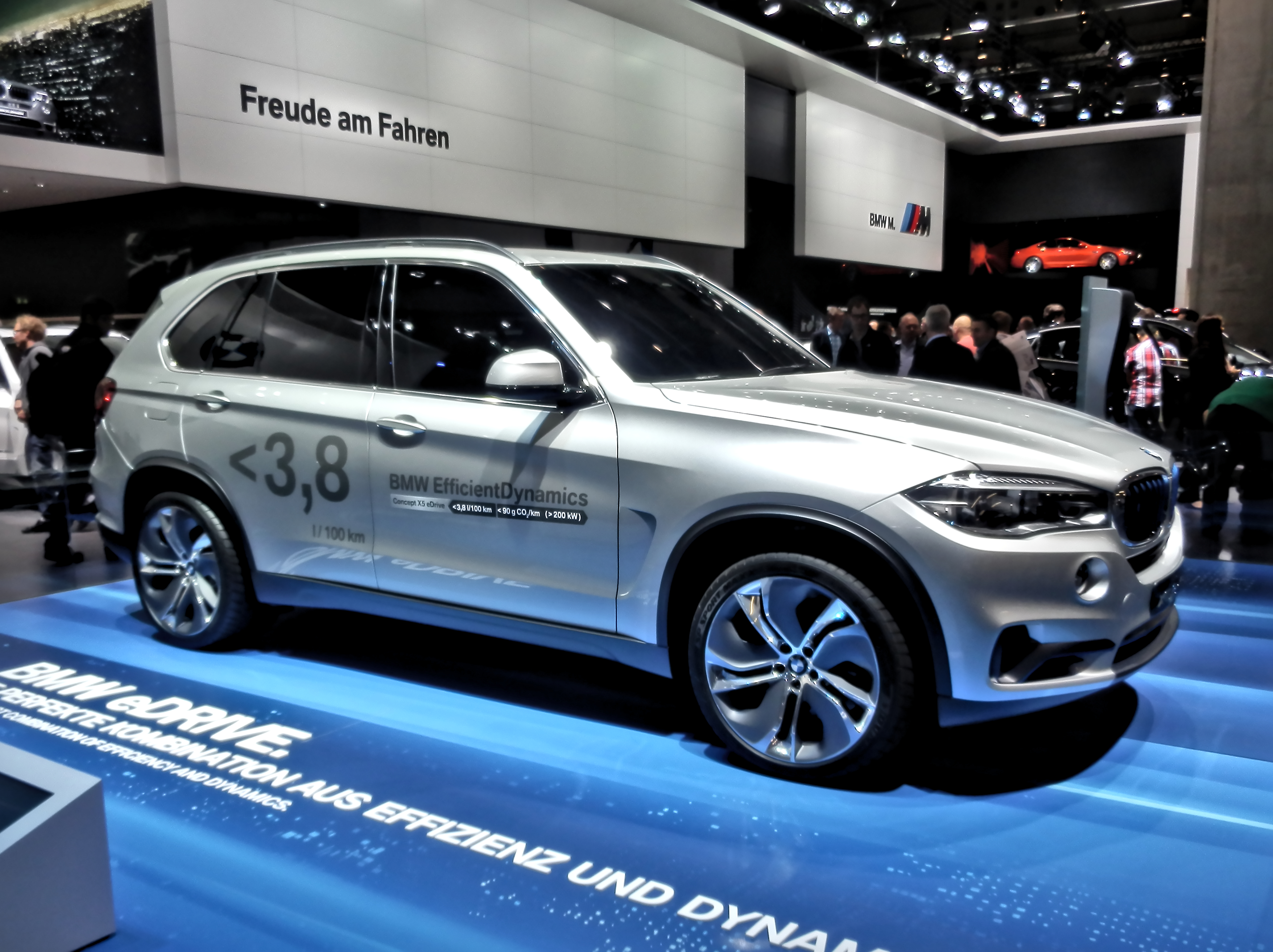
Concept BMW X5 eDrive au Salon de l'automobile de Francfort 2013
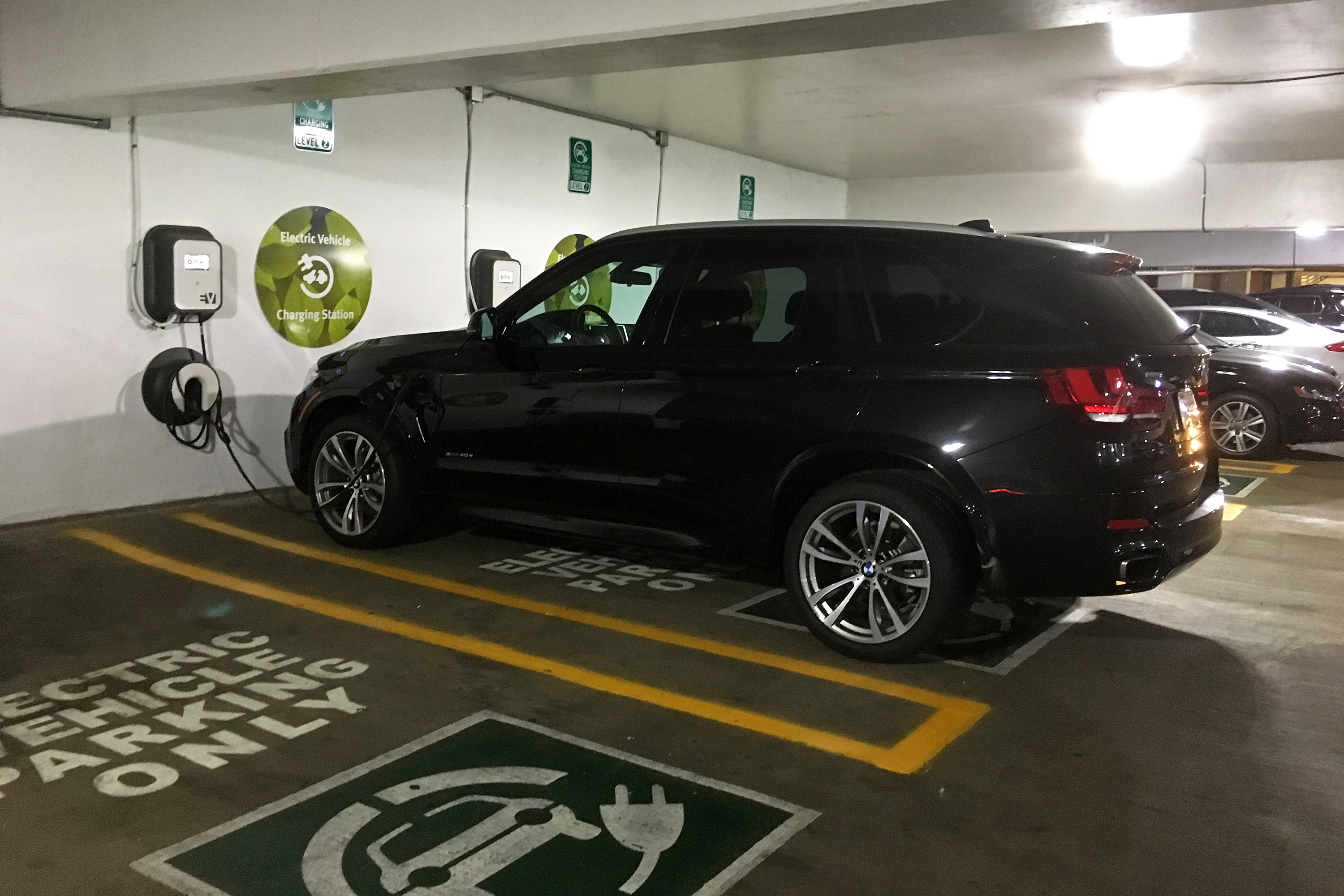
BMW X5 xDrive40e
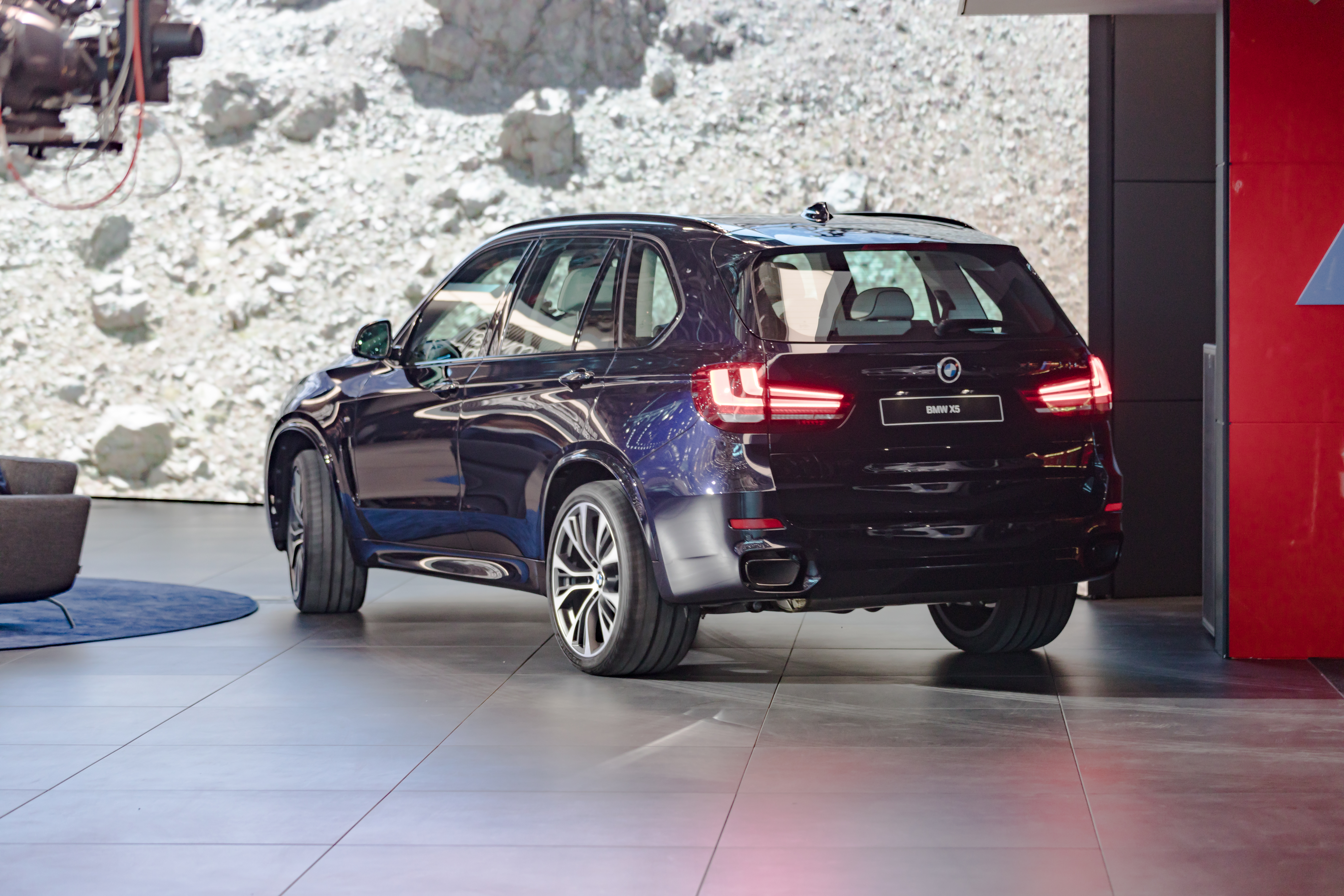
Vue arrière avec graphiques des feux arrière (Genève 2018)

## Autres

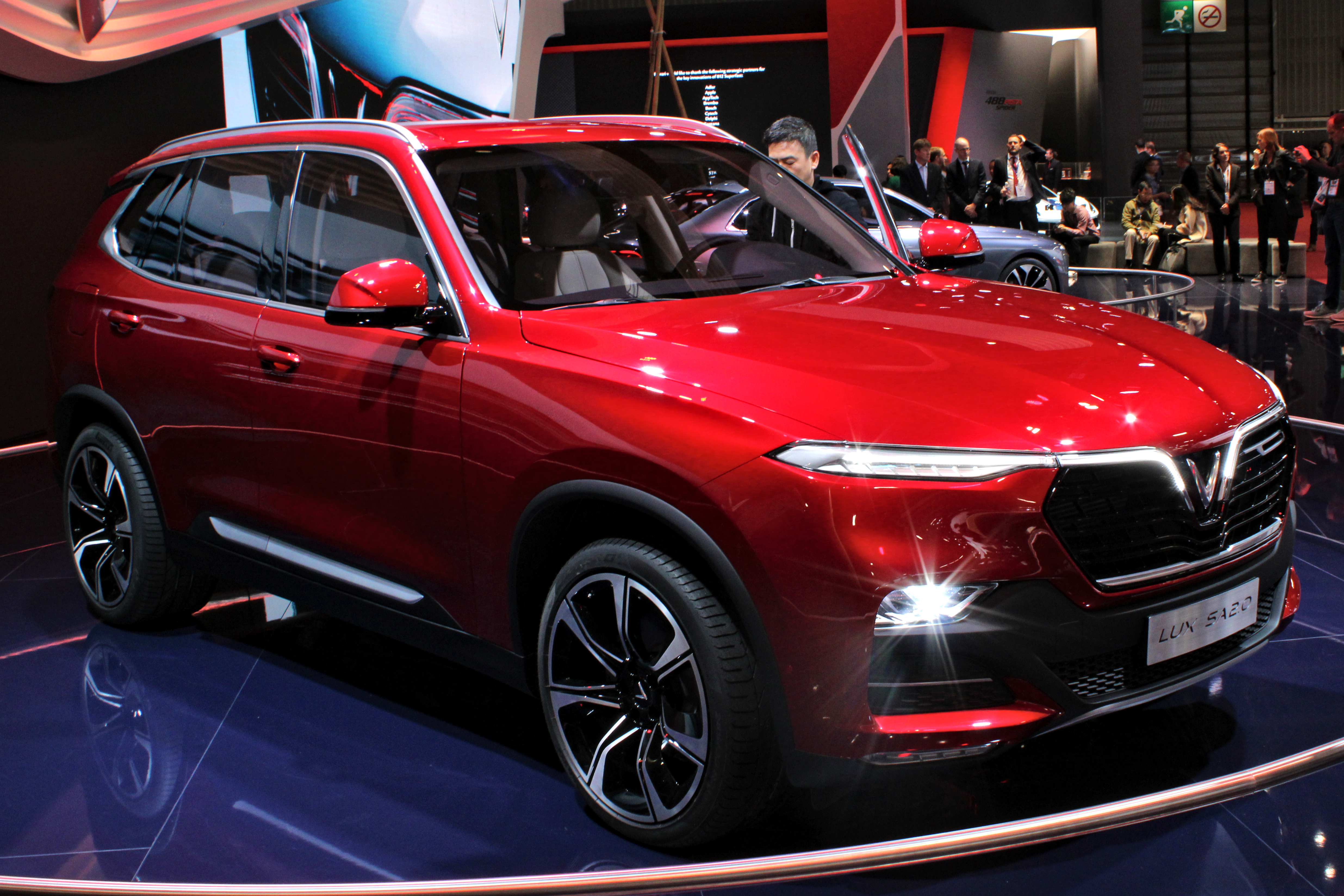
VinFast Lux SA 2.0 basé sur le BMW F15

Le Lux SA 2.0 de la marque vietnamienne VinFast, présenté au Mondial de l'Automobile de Paris 2018, est basé sur le BMW F15.